# Міжнародна Академія Біоенерготехнологій
Міжнародна Академія БіоЕнергоТехнологій (МАБЕТ) — громадське об'єднання науковців, винахідників, фахівців з альтернативної медицини та інших різноманітних сфер творчості. МАБЕТ була заснована в 1995 році в Києві і має 19 філій, дев'ять з яких знаходяться в Україні, а інші — в Англії, Бельгії, Великій Британіії, Канаді, Німеччині, Росії та Угорщині і дійсними членами МАБЕТ на сьогодні є вчені з більш ніж тридцяти країн світу. У МАБЕТ працюють 137 докторів і 168 кандидатів наук, серед яких А.В. Набабкін-Романюк, В. Ткаченко, О. Миколаєнко, О.К. Томулець, Б. Радіонов, В. Олійник, В. Борисов, І.П. Середній, Л.Д. Кучма та інші. Президентом МАБЕТ є І.В. Житорчук.

## Походження терміна
МАБЕТ перекладається з давньотюркської мови як ХРАМ, Святилище, що оберігає таїнства Життя; МАБЕТ знайомить із теоріями, гіпотезами та фактами про закони Еволюції Життя  і можливості їх перетворення.

## Стислий опис
Академія об'єднує науковців зі специфічним сприйняттям природи фізичних явищ і взаємодій для винаходу і створення інноваційних технологій та методів у галузях медицини, освіти, екології, сільського господарства, приладобудування та інженерії тощо.
MABET є міжнародною науково-дослідницькою організацією в галузі альтернативних знань, що займається створенням сталих енергетичних рішень та інноваційних методів лікування, які сприяють переходу до низьковуглецевої економіки, підвищенню якості життя та сталому розвитку.

## Концепція і мета
Метою MABET є створення можливостей для активної наукової діяльності своїх учасників, використання нових знань у різних галузях, реалізації інноваційних проєктів, впровадження інноваційних методик, технологій та приладів, і застосування їх у діагностиці та оздоровленні, інформатиці, екології та сільському господарстві.

## Дивіться також
- Білокриницький Василь Степанович
- Пилипенко Микола Іванович
- Прокоф'єв Вадим Павлович
- Швець Наталія Іванівна